# 馬良卡
馬良卡（烏克蘭語：Мар'янка），是烏克蘭的村落，位於該國中部第聶伯羅彼得羅夫斯克州，由佩特羅拉夫利夫卡區負責管轄，距離新霍羅舍夫西克4公里，海拔高度112米。